# Oliver Twist (miniserie televisiva 1962)
Oliver Twist è una miniserie televisiva britannica in 13 episodi, tratta dall'omonimo romanzo di Charles Dickens. 
La prima serie prodotta dalla BBC sull'opera di Dickens ha avuto come protagonisti Bruce Prochnik (Oliver Twist) e Max Adrian (Fagin). 

## Produzione
La miniserie è stata prodotta nel Regno Unito dalla British Broadcasting Corporation (BBC).

## Distribuzione
Composta da 13 episodi, la miniserie è stata trasmessa sulla BBC tra il 7 gennaio e il 1 aprile 1962. È stato presentata anche in altri paesi, inclusa la Germania (a partire dal 1 aprile 1967) e la Bulgaria.